# Fannia malagasica
Fannia malagasica är en tvåvingeart som beskrevs av Adrian C. Pont 2006. Fannia malagasica ingår i släktet Fannia och familjen takdansflugor. Inga underarter finns listade i Catalogue of Life.